# Batomys russatus
Batomys russatus  (Musser, Heaney & Tabaranza Jr., 1998) è un roditore della famiglia dei Muridi endemico dell'isola di Dinagat, nelle Filippine.

## Descrizione

### Dimensioni
Roditore di piccole dimensioni, con la lunghezza della testa e del corpo tra 140 e 151 mm, la lunghezza della coda tra 102 e 118 mm, la lunghezza del piede tra 30 e 31 mm, la lunghezza delle orecchie tra 16 e 18 mm e un peso fino a 115 g.

### Aspetto
La pelliccia è densa e lucida. Le parti superiori sono bruno-rossicce, mentre le parti ventrali e le guance sono giallo-brunastre brillanti. Le orecchie sono piccole, grigio scure e scarsamente ricoperte di piccoli peli rossicci. Le vibrisse sono molto lunghe. Le zampe sono bruno-rossicce, mentre le dita e gli artigli sono privi di pigmento. La coda è più corta della testa e del corpo, è ricoperta di peli brunastri moderatamente lunghi che formano all'estremità un ciuffo e da 15 anelli di scaglie per centimetro.

## Biologia

### Comportamento
È una specie notturna e terricola.

## Distribuzione e habitat
Questa specie è endemica dell'isola di Dinagat, Filippine.
Vive nelle foreste fino a 350 metri di altitudine. Sembra non tollerare la presenza umana.

## Conservazione
La IUCN Red List, considerata la popolazione poco numerosa e in continua diminuzione a causa della perdita del proprio habitat, classifica B.russatus come specie in pericolo (EN).